# Gare de Kastélypark
La gare de Kastélypark (hongrois : Kastélypark megállóhely) est une gare ferroviaire secondaire de Budapest.